# Escuelas Pías de San Antón
Las Escuelas Pías de San Antón son un edificio de la ciudad española de Madrid, situado en la manzana entre las calles Hortaleza, Santa Brígida y Farmacia, que ocupa una superficie de 5878,06 m². Antiguamente fue un instituto religioso regentado por los Padres Escolapios (Orden de las Escuelas Pías). El complejo contaba con un convento de los Padres Escolapios y una iglesia, dedicada a San Antón Abad. Tras su rehabilitación en la primera década del siglo xxi acogió diversos servicios municipales y la sede del Colegio Oficial de Arquitectos de Madrid (COAM).

## Historia
Tras el éxito docente que supusieron las Escuelas Pías de San Fernando, la orden de los padres escolapios decidió en 1753 abrir un segundo colegio en Madrid. Gracias a una donación de Fermín de Vicuña, seis religiosos del colegio de las Escuelas Pías de San Fernando compraron unas casas en la calle de San Mateo donde inauguraron el antiguo Colegio Calasancio el 12 de junio de 1755. Posteriormente se trasladaron a la calle de Hortaleza y luego a la calle de Fuencarral.
El 2 de mayo de 1793 se verificó la cesión a los padres escolapios de un antiguo hospital de leprosos que se encontraba vacío desde agosto de 1787 y que había sido regentado por los clérigos regulares de san Antonio Abad (orden suprimida por el papa Pío VI), que se encontraba en las proximidades del Colegio Calasancio. El 5 de julio de 1794 tomaron posesión del antiguo hospital siendo rector el padre Hipólito Lerén, y el colegio pasó a llamarse Colegio de las Escuelas Pías de San Antón, popularmente conocido como Colegio de los Escolapios de San Antón. En 1811 ingresa un notable alumno, Victor Hugo, quien tras el traslado de su madre a Madrid, permaneció internado junto con su hermano Eugène hasta 1813 en la residencia religiosa de los Escolapios que los ocupantes franceses habían convertido en un «seminario de nobles».

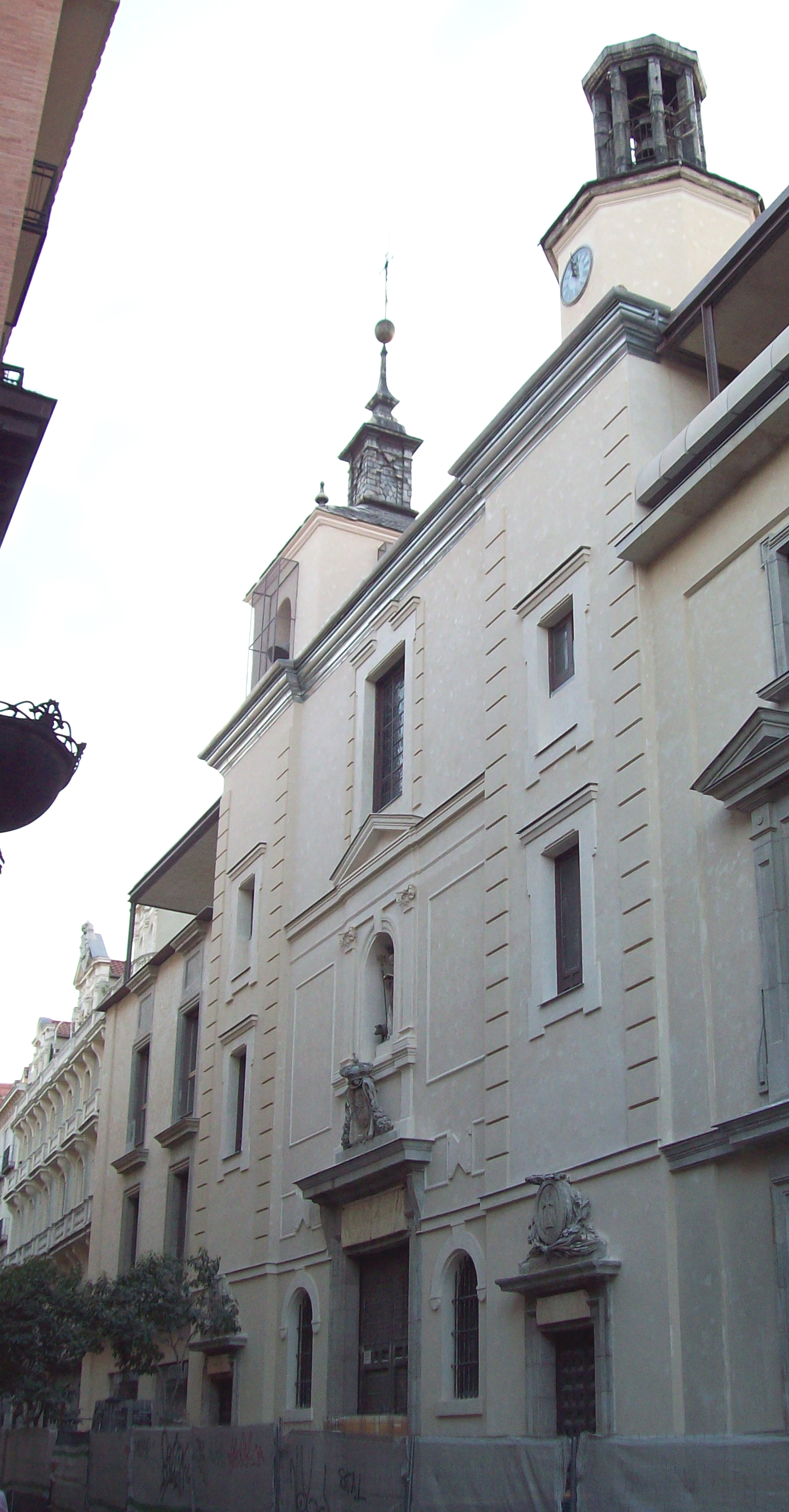
Fachada de la iglesia en restauración (octubre de 2011).

Lo más significativo del hospital era su iglesia, realizada por Pedro de Ribera en 1740. Sin embargo, el antiguo hospital fue objeto de una profunda reforma llevada a cabo por el arquitecto Francisco de Rivas entre 1794 y 1832 para adaptarlo a su nueva función, lo que se hizo a costa de despojar de la típica decoración barroca de Pedro de Ribera a la iglesia. Rivas construyó también el edificio del colegio y del convento.
En uno de los altares de la iglesia se encontraba el cuadro La última comunión de San José de Calasanz pintado por Francisco de Goya en 1819 (actualmente se encuentra en el Museo Calasancio de Madrid). Una copia de este cuadro reemplaza al original en la parte derecha del crucero de la iglesia. De la decoración interior de la misma, poco ha llegado a nuestros días tras incendios, saqueos y reformas; sin embargo, aún existe una pequeña pero interesante colección de escultura barroca; así, un San Pablo ermitaño del siglo XVIII, un San Antonio de Padua de la misma época, y una excelente Magdalena penitente, siglo XVII, del tipo creado por Pedro de Mena, de gran expresividad.

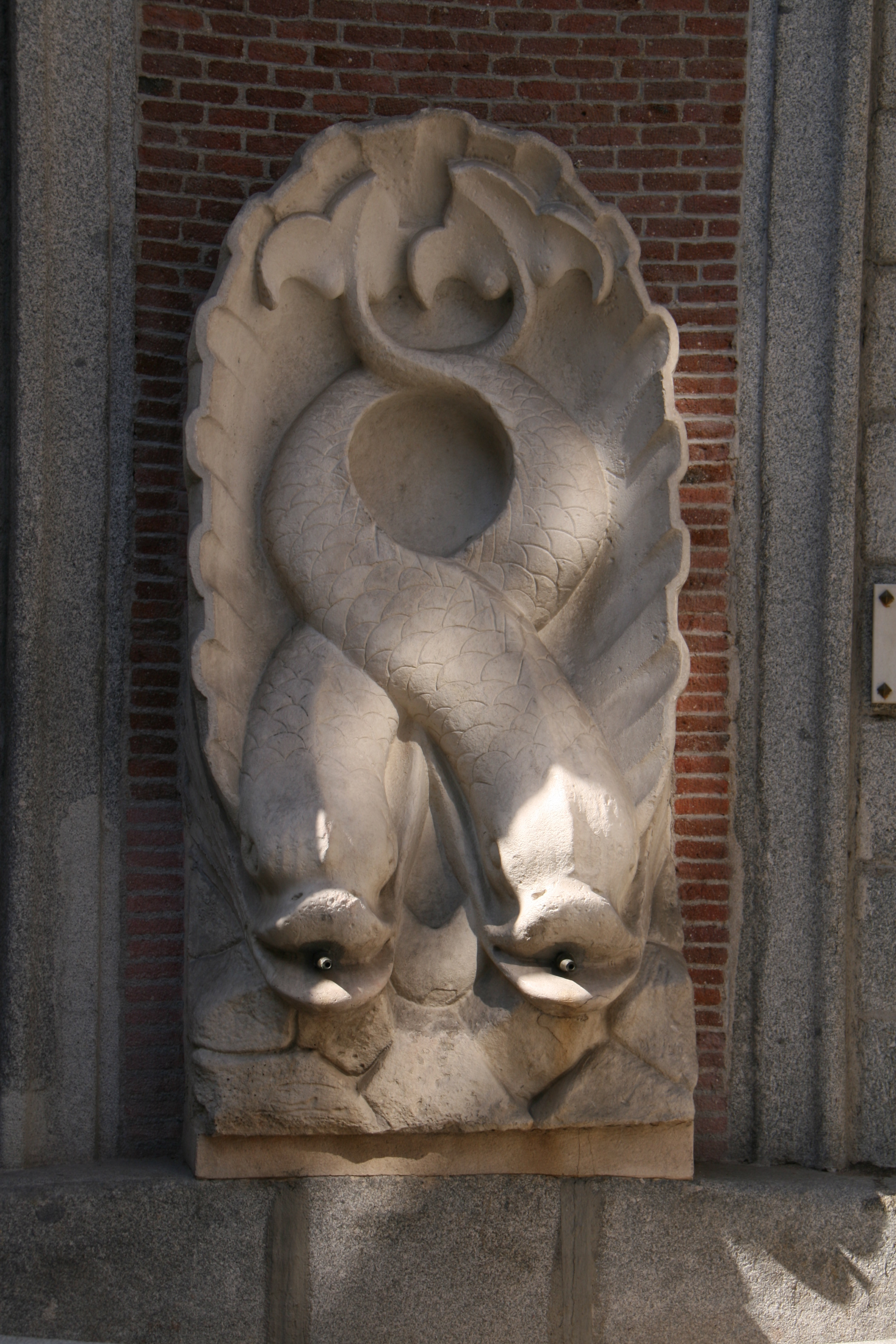
Fuente de los Delfines o de San Antón, en el chaflán de Hortaleza con Santa Brígida. Cuando los escolapios plantearon la reforma del hospital, y ante la obligación de respetar la fuente, se le reservó un edículo en el chaflán.

En el exterior del edificio, en el chaflán entre las calles Hortaleza y Santa Brígida, se conserva la fuente originalmente diseñada por Ventura Rodríguez como fuente de los Galápagos (1772) y que tras ser reformada en 1900 se llamaría de forma popular Fuente de los Delfines o de San Antón. 
Durante la Guerra Civil el colegio fue convertido en cárcel, la cárcel de San Antón o Prisión Provincial de Hombres número 2. La gran puerta del edificio, que daba a la calle Hortaleza, fue cerrada y se accedía a la prisión a través de una puerta situada en la calle Farmacia. Desde esta cárcel salieron, durante noviembre y diciembre de 1936, diversas sacas de presos, entre ellos los asesinados en Paracuellos de Jarama, unos episodios conocidos  como Matanzas de Paracuellos. Tras la guerra, el edificio efectuó la misma función, albergando a las víctimas de la represión franquista. Desde el fin de la guerra hasta la devolución del edificio, los padres Escolapios reanudaron las clases en el edificio de la Calle Mayor 81, cerca de la Cuesta de la Vega. Posteriormente, el edificio fue devuelto a los escolapios, quienes recuperaron su destino como colegio hasta 1989. Por esas fechas, fue vendido a la inmobiliaria PSV, propiedad de la UGT, al menos parcialmente y el edificio quedó medio vacío en 1995 hasta que fue adquirido por el Ayuntamiento de Madrid en 1999. El conjunto de iglesia y colegio había sido declarado Bien de Interés Cultural (BIC) en 1995.
Se propuso recuperar el edificio para uso hostelero como parador nacional de turismo de Madrid, lo que finalmente no prosperó.
En la primera década del siglo xxi se procedió a la pseudorrehabilitación de la iglesia y a la demolición del colegio, pese a ser BIC, a excepción de su fachada, por un oscuro acuerdo entre el Ayuntamiento de Madrid y el Colegio Oficial de Arquitectos de Madrid (COAM) por el que se les cedió el edificio como sede y museo de dicha institución profesional durante 75 años. La reestructuración incluye servicios municipales como una escuela infantil, una escuela de música, una piscina cubierta, un patio central ajardinado y un centro de mayores. El artífice del arrasamiento es el arquitecto Gonzalo Moure Lorenzo.